# Papiro 31
O Papiro 31 ({\displaystyle {\mathfrak {P}}}31) é um antigo papiro do Novo Testamento que contém fragmentos do capítulo doze da Epístola aos Romanos (12:3-8).